# Памятники Рыбинска

Список памятников, расположенных на территории города Рыбинска Ярославской области России.
| Фото | Год установки        | Название                                                                    | Авторы                                                          | Описание | Местоположение                                                                                                 |
| ---- | -------------------- | --------------------------------------------------------------------------- | --------------------------------------------------------------- | --- | --- |
|      | 1953 год             | Монумент «Мать-Волга»                                                       | Скульпторы: С. Шапошников В. Малашкина Архитектор Н. Донских    | Один из крупнейших памятников города — 17,4 (с постаментом) метровая статуя женщины, одна рука которой направлена в сторону Рыбинского моря, а другая рука сжимает свиток чертежей. У ее ног парит буревестник. Надпись на постаменте гласит: «Коммунизм — это есть Советская власть плюс электрификация всей страны» (надпись в настоящее время демонтирована) | На песчаной косе на входе в Рыбинские шлюзы со стороны Рыбинского водохранилища (микрорайон Переборы)          |
|      | 1977 год             | Памятник Бурлаку                                                            | Скульптор Л. М. Писаревский                                     | На каменном валуне — бронзовая фигура бурлака. На мраморной доске содержится надпись: «Скульптура установлена в Рыбинске — бывшей столице бурлаков в год 200-летия города в 1977 г.» | Волжская набережная, д. 4, Лоцманский бульвар                                                                  |
|      | 12 июня 1993 года    | Памятник погибшим воинам-интернационалистам                                 | Архитектор Н. А. Соколов Скульптор А. М. Богачев                | «Землякам павшим исполняя долг солдата за пределами родины от горожан; Афганистан 1979—1989» | Волжская набережная (начало ул. Луначарского)                                                                  |
|      | 2006 год             | Памятник чернобыльцам                                                       | Архитектор Николай Лосев                                        | Установлен к 20-й годовщине трагедии в Чернобыле. В память о 250 земляках-рыбинцах, которые принимали участие в ликвидации аварии. Представляет собой естественный камень, разорванный на 2 неровные части по диагонали, высотой 2,2 метра. На нем выбита надпись «Чернобыль 1986. Подразделение особого риска». Он символизирует разделение жизни чернобыльцев на то, что было до аварии, и то, что стало после. | Волжская набережная, Никольский бульвар                                                                        |
|      | 30 октября 2002 года | Закладной камень памятника погибшим узникам Волголага                       |                                                                 | На гранитной глыбе закреплена мемориальная доска с надписью «Сей камень есть начало мемориала жертвам Волголага». | Микрорайон Переборы                                                                                            |
|      | 9 мая 1970 года      | Памятник павшим героям — землякам                                           | Скульптор Елена Борисовна Югова                                 | Памятник установлен в честь 25-летия Победы в Великой Отечественной войне 1941—1945 годов на средства комсомольцев кабельного завода. На бетонной плите установлен кубический постамент с мемориальной доской. Высота постамента 2,0 м. На постаменте установлена поясная скульптура солдата. Высота скульптуры — 2,0 м. Скульптура выполнена из бетона, выкрашена краской. На постаменте установлена мемориальная доска: «Павшим героям-землякам в годы Великой Отечественной войны 1941—1945 гг. от комсомольцев и молодёжи. 9.V.1970». | Микрорайон Переборы (за Дворцом культуры)                                                                      |
|      | 1985 год             | Мемориал в память о погибших судостроителях и катер с номером 2809          | Архитектор В. В. Богородицкий                                   | Мемориал установлен в память о погибших судостроителях и к 40-летию Победы в Великой Отечественной войне, катер с бортовым номером 2809 в натуральную величину на постаменте. | Микрорайон Северный (около Дворца культуры «Вымпел»)                                                           |
|      | 9 мая 1967 года      | Мемориальный комплекс «Огонь славы»                                         | А. М. Комаров Г. Н. Постников З. И. Азгур                       | На 28-метровом обелиске 11-метровая статуя моторостроителя, поднимающего над головой винт самолета. На плитах мемориала указаны имена 49 Героев Советского Союза и трёх полных кавалеров Ордена Славы из жителей города. Рядом установлен бронзовый бюст дважды Герою Советского Союза генералу П. И. Батову, родившемуся в деревне Филисово Ярославской губернии. С 2010 года в состав комплекса входят самоходная установка «ИСУ — 152» и зенитная установка.                                                                           | Аллея Славы, Волжская набережная (около Дворца спорта «Полет»)                                                 |
|      | 1985 год             | Обелиск в честь 40-летия Победы в Великой Отечественной войне 1941—1945 гг. | Архитектор Ю. И. Панюхин Художник А. М. Жданов                  | Обелиск из металла высотой около 18 метров на вершине повторяет пятиконечную звезду. На высоте 3,5 м установлена мемориальная доска, выполненная из металла, на которой надпись — «40 лет Победы над фашистской Германией 1941—1945». Обелиск находится в центре квадратной площадки, выложенной цветной мозаикой. | Бульвар Победы                                                                                                 |
|      | 1964 год             | Памятник Зое Космодемьянской                                                | Скульптор М. Г. Манизер                                         | Скульптура партизанки Зои в телогрейке, сапогах и с винтовкой на плече установлена на высоком постаменте. | Улица Зои Космодемьянской (у Дворца культуры «Вымпел»)                                                         |
|      | 23 февраля 1953 года | Памятник Павлу Ивановичу Батову                                             | Скульптор З. И. Азгур Архитектор В. А. Артамонов                | Бронзовый бюст П. И. Батова — советского военного деятеля, дважды Героя Советского Союза, генерала армии, участника Первой мировой, Гражданской в России, Гражданской в Испании, Советско-финской и Великой Отечественной войн. | Аллея Славы, Волжская набережная (около Дворца спорта «Полет»)                                                 |
|      | 10 июля 1949 года    | Памятник Фёдору Михайловичу Харитонову                                      | Скульптор М. Г. Манизер Архитектор И. Г. Лагбад                 | На гранитном постаменте фигура уроженца села Васильевское (ныне в черте города) Фёдора Михайловича Харитонова — советского военачальника, полководца Великой Отечественной войны, генерал-лейтенанта. | Проспект Ленина (в парке около ПАО «ОДК—Сатурн»)                                                               |
|      | 2 августа 2016 года  | Памятник Василию Маргелову                                                  |                                                                 | Памятник был изготовлен в рамках проекта «Аллея российской cлавы» его автором и воплотителем М. Л. Сердюковым и им же подарен городу. Установлен во дворе учебных корпусов РГАТУ у дома № 2 на улице Луначарского, где в годы Великой Отечественной войны квартировался учебный корпус ВДВ. | Перекресток улицы Волжская набережная и улицы Луначарского                                                     |
|      | 7 июля 2012 года     | Памятник А. А. Герасимову                                                   |                                                                 | В микрорайоне Волжский на площади, носящей его имя, торжественно открыт памятник Почётному гражданину города Рыбинска Герасимову Анатолию Алексеевичу, директору Волжского машиностроительного завода (1960—1990), Герою Социалистического Труда (1981). | Микрорайон Волжский                                                                                            |
|      | 31 августа 2013 года | Памятник Павлу Дерунову                                                     | Скульптор Александр Рукавишников                                | Павел Фёдорович Дерунов — директор Рыбинского моторостроительного завода, Герой Социалистического Труда | Площадь Дерунова                                                                                               |
|      | октябрь 2001 года    | Памятник П. А. Соловьёву                                                    | Скульптор В. Н. Макаров                                         | Сидячий памятник Павлу Александровичу Соловьёву (1917—1996) — советскому авиаконструктору, основоположнику газотурбинного двигателестроения в СССР, учившегося в Рыбинском авиационном институте. | Проспект Ленина (у проходных ПАО «ОДК—Сатурн»)                                                                 |
|      | 2 августа 2003 года  | Памятник Льву Ошанину                                                       | Скульптор М. Нурматов                                           | Бронзовая фигура уроженца города Льва Ошанина — поэта, автора более 70 поэтических сборников, стихотворных повестей и пьес, лауреата Сталинской премии первой степени. | Волжская набережная, Смотровая площадка                                                                        |
|      | 27 июля 1996 года    | Памятник (бюст) Фёдора Фёдоровича Ушакова                                   | Скульптор Е. В. Пасхина Архитектор Н. А. Лосев                  | На гранитной колонне с барельефами бронзовый бюст уроженца сельца Бурнаково (ныне Рыбинского района) Фёдора Ушакова — выдающегося русского флотоводца, адмирала, командующего Черноморским флотом. | Бульвар Ушакова (центр, около Волжской набережной)                                                             |
|      | 26 июля 2013 года    | Памятник инженеру Людвигу Нобелю                                            | Скульптор Ярослав Бородин                                       | Первый в России памятник промышленнику, общественному деятелю и меценату Людвигу Нобелю. Людвиг Нобель — старший брат знаменитого ученого Альфреда Нобеля. В Рыбинске проходила большая часть деятельности империи Нобелей. Здесь находилась крупнейшая на Верхней Волге нефтяная база братьев Нобелей, был построен судостроительный завод. В Рыбинске открыт единственный в России музей «Нобели и Нобелевское движение». | Парк имени Людвига Нобеля возле Соборной площади, Большая Казанская улица                                      |
|      | 1978 год             | Стела в честь 60-летия ВЛКСМ                                                | Скульпторы Ю. М. Львов Н. И. Исакова Художник А. М. Жданов      | Стела с изображёнными в профиль лицами красноармейца, рабочего, колхозницы, солдата и космонавта. | Комсомольская площадь                                                                                          |
|      | 1966 год             | Памятник «Слава покорителям космоса»                                        |                                                                 | Скромный памятник космонавтам расположен в поселке Волжский на левом берегу Волги. Установлен в 1966 году после приезда в Рыбинск девятого советского космонавта (тринадцатого в мире) Б. Б. Егорова для проведения испытаний гермокамеры космического звездолета с оранжереей на борту. Первый космический врач Борис Егоров высоко оценил вклад мастеров завода среднего машиностроения в создание уникальной космической лаборатории.                                                                                                  | Микрорайон Волжский, ул. Сеченова, 11 (набережная Волги)                                                       |
|      | 1978 год             | Памятник «Эра космоса»                                                      | Скульптор Григорий Николаевич Постников                         | Памятник из бронзы, представляет собой три перекрещивающихся орбиты, расположенные на кольце, у вершины которых находится земной шар. Шар венчает скульптура женщины, олицетворяющей Валентину Терешкову, летящей по орбите, держащей на вытянутой руке космический спутник. Постамент украшает надпись «Эра космоса». | Проспект Ленина (в парке около ПАО «ОДК—Сатурн»)                                                               |
|      | 1983 год             | Памятник-самолёт Ту-104А                                                    |                                                                 | Посвящение рыбинским моторостроителям за вклад в развитие гражданской авиации. Самолет натуральной величины установлен на высоком пьедестале, что придает композиции динамичность взлетающего самолета. | Микрорайон Скоморохова гора                                                                                    |
|      |                      | Памятник первому отечественному моторному дорожному катку                   |                                                                 | Первый отечественный моторный дорожный каток, установленный на постаменте, выпущенный на заводе «Раскат» 1 мая 1931 года. | Улица Труда (около д. 4), у завода дорожных машин «Раскат»                                                     |
|      | 2015 год             | Памятник милицейскому автомобилю                                            |                                                                 | Памятник в виде автомобиля Москвич-403. Автомобиль был выпущен в 1963 году и работал в Ярославле, а в 1968 году был передан рыбинской ГАИ и стал ее первым автомобилем. | У входа дежурной части ГИБДД Рыбинска (ул. Свободы, 14)                                                        |
|      | 2020 год             | Памятник-паровоз Л-5270                                                     |                                                                 | Советский паровоз Л-5270 серии «Лебедянка» , который выпускался с 1945 по 1955 годы. | Привокзальная площадь                                                                                          |
|      | 2010 год             | Скульптурная композиция «Трал»                                              | Автор А. В. Воробьев                                            | Сварной динамичный скульптурный объект изготовлен из металла в виде спирали. Памятник изображает трал, в основании которого можно увидеть рыб. Венчает скульптуру кованый кораблик. Высота памятника составляет 4,5 метров, диаметр основания — 1,5 метра. | Улица Кирова, Волжская набережная (смотровая площадка)                                                         |
|      | октябрь 2009 года    | Памятник водопроводчику                                                     | Александр Хмелев                                                | Бронзовая скульптура водопроводчика с разводным ключом в руке, по пояс высовывающегося из канализационного люка. | Волжская набережная, д. 10                                                                                     |
|      | 3 марта 2019 года    | Памятник Петру Томаницкому                                                  | Заключённые СИЗО № 2 УФСИН РФ по Ярославской области в Рыбинске | Гипсовая скульптура основателя Софийского монастыря | Улица Серафимовича, д. 4 (Софийский монастырь)                                                                 |
|      | 7 августа 2021 года  | Скульптурная композиция Остапу Бендеру                                      | Автор, скульптор Александр Прохоров                             | Скульптура повторяет сцену из фильма Леонида Гайдая «12 стульев». Во вступительных кадрах фильма Остап Бендер показан входящим в Старгород, где он встретил уличного мальчишку. | Арт-объект установлен на Купеческом спуске в начале улицы Стоялой (в створе бульвара Ушакова со стороны Волги) |

Памятники Владимиру Ильичу Ленину в Рыбинске:
1. Памятник на Красной площади // установлен 7 ноября 1957 // Скульптор Хасбулат Аскар-Сарыджа
2. Памятник на территории кожевенного завода им. Ленина // установлен в 1930 году
3. Стела с мозаичным изображением Ленина пересечении улиц Кирова и Герцена // установлена в 1974
4. Памятник у входа в кабельный завод в микрорайоне Переборы // Открыт в 1938 году // Автор неизвестен
5. Скульптура из бронзы в фойе дворца культуры в микрорайоне Переборы (Ленин в кресле) // Установлена в 1967 году при открытии дворца
6. Памятник в поселке ГЭС-14 (демонтирован, сохранились обломки, лежащие за ДК ГЭС)
7. Памятник у городской больницы № 1 (демонтирован)
8. Гранитный бюст Ленина у завода приборостроения // Установлен в 1976 году // архитектор С. В. Суханов
9. Памятник у завода пластмассовых изделий // Открыт 22 апреля 1968 года // Скульптор Аскар Сарыджа
10. Памятник в микрорайоне Волжский у городского парка // Открыт 22 апреля 1956 года // Автор неизвестен / демонтирован в 2010
11. Гипсовый памятник у завода «Полиграфмаш» (ООО «Литэкс») // Установлен 22 апреля 1948 года // Скульптор С. Д. Меркуров / демонтирован в 2012
12. Памятник у завода «Верфь братьев Нобель» // Установлен в 1948 году // Скульптор С. Д. Меркуров / демонтирован в 2012
13. Гипсовый памятник на территории завода деревообрабатывающих станков // Открыт 6 ноября 1965 года // Автор неизвестен
14. Бюст на территории завода кровельных материалов
15. Бюст на территории бывшего завода «Магма» // Установлен в 1967 году // Скульптор Антонян
16. Памятник на улице Труда у СПК «Рыбинский», за мясокомбинатом / демонтирован, сохранился постамент
17. Памятник на территории завода «Дорожных машин» // Открыт 6 ноября 1958 года // Скульптор Г. Д. Алексеев / демонтирован
18. Барельеф у здания Рыбинского управления механизации и строительных работ на улице 9 мая
19. Памятник в здании дома культуры в посёлке ГЭС-14 на территории музея «Советская эпоха» // Перемещен и установлен в 2012 году
20. Памятник рядом с домом культуры в посёлке ГЭС-14 на территории «Парка советского периода» // Перемещен и установлен в ноябре 2014 года

- Памятник Ленину на Красной площади (до реконструкции площади)
- Памятник Ленину у завода «Рыбинсккабель»
- Стела с мозаичным изображением Ленина
- Бюст Ленина у «Рыбинского завода приборостроения»
- Памятник Ленину у СПК «Рыбинский» (демонтирован, сохранился постамент)